# Prix Félix de la chanson de l'année
Pour un article plus général, voir Prix Félix.
 (décembre 2018).
Si vous disposez d'ouvrages ou d'articles de référence ou si vous connaissez des sites web de qualité traitant du thème abordé ici, merci de compléter l'article en donnant les références utiles à sa vérifiabilité et en les liant à la section « Notes et références ».
Cet article recense les lauréats du prix Félix de la chanson de l'année depuis sa création en 1979.
Céline Dion (1985, 1988, 1995), Kevin Parent (1996, 1997, 1998) et Les Cowboys fringants (2005, 2020, 2024) sont les trois seuls artistes à avoir remporté le prix à trois reprises.
Claude Dubois (1979, 1982), Ginette Reno (1980, 2009), Marjo (1987, 1991), Roch Voisine (1989, 1993), Marc Dupré (2013, 2016) et Roxane Bruneau (2019, 2021) l'ont emporté deux fois.

## Lauréats[1]
- 2024 - Les Cowboys fringants - La fin du show
- 2023 - Salebarbes - Gin à l'eau salée
- 2022 - Fouki, Jay Scott - Copilote
- 2021 - Roxane Bruneau - À ma manière
- 2020 - Les Cowboys fringants - L'Amérique Pleure
- 2019 - Roxane Bruneau - Des p’tits bouts de toi
- 2018 - Hubert Lenoir - Fille de personne II
- 2017 - Patrice Michaud - Kamikaze
- 2016 - Marc Dupré - Ton départ
- 2015 - Jean Leloup - Paradis City
- 2014 - Alex Nevsky - On leur a fait croire
- 2013 - Marc Dupré - Nous sommes les mêmes
- 2012 - Marie-Mai - Sans cri ni haine
- 2011 - Vincent Vallières - On va s'aimer encore
- 2010 - Maxime Landry - Cache-cache
- 2009 - Ginette Reno - Fais-moi la tendresse
- 2008 - Ariane Moffatt - Je veux tout
- 2007 - Mes Aïeux - Dégénérations / Le Reel du fossé
- 2006 - Annie Blanchard - Évangéline
- 2005 - Les Cowboys fringants - Les Étoiles filantes
- 2004 - Nicola Ciccone - J't'aime tout court
- 2003 - Star Académie 2003 - Et c'est pas fini
- 2002 - Natasha St-Pier - Je n'ai que mon âme
- 2001 - Daniel Boucher - La Désise
- 2000 - Mario Pelchat - Je ne t'aime plus
- 1999 - Bruno Pelletier - Le Temps des cathédrales
- 1998 - Kevin Parent - Fréquenter l'oubli
- 1997 - Kevin Parent - Father on the go
- 1996 - Kevin Parent - Seigneur
- 1995 - Céline Dion - Pour que tu m'aimes encore
- 1994 - Laurence Jalbert - Encore et encore
- 1993 - Roch Voisine - La Légende Oochigea
- 1992 - Richard Séguin - Aux portes du matin
- 1991 - Marjo - Je sais, je sais
- 1990 - Gerry Boulet - Un beau grand bateau
- 1989 - Roch Voisine - Hélène
- 1988 - Céline Dion - Incognito
- 1987 - Marjo - Chats sauvages
- 1986 - Martine St-Clair - Ce soir, l'amour est dans tes yeux
- 1985 - Céline Dion - Une colombe
- 1984 - Daniel Lavoie - Tension, attention
- 1983 - Robert Charlebois - J't'aime comme un fou
- 1982 - Claude Dubois - Plein de tendresse
- 1981 - Diane Tell - Si j'étais un homme
- 1980 - Ginette Reno - Je ne suis qu'une chanson
- 1979 - Claude Dubois - Le Blues du businessman